# Vlag van Burgenland
Burgenland is een deelstaat van Oostenrijk. De vlag van Burgenland bestaat uit twee horizontale banden, in de kleuren rood, boven en geel. De Landesdienstflagge is dezelfde vlag, maar dan met het wapen van de deelstaat in het midden. De kleuren rood en geel zijn afkomstig van het wapen van de deelstaat, het wapen van de deelstaat is een rode adelaar. De vlag is op 25 juni 1971 officieel ingesteld.
|  |  |